# Tuileries (métro de Paris)
Pour les articles homonymes, voir Tuileries.
Tuileries est une station de la ligne 1 du métro de Paris, située dans le 1er arrondissement de Paris.

## Situation
La station est implantée à la limite administrative entre le quartier Saint-Germain-l'Auxerrois au sud et le quartier de la Place-Vendôme au nord, non loin de leurs limites respectives avec le quartier du Palais-Royal vers l'est. Elle se trouve sous la rue de Rivoli, le long du jardin des Tuileries, à hauteur de l'amorce de la rue du Ving-Neuf-Juillet. Approximativement orientée selon un axe nord-ouest/sud-est, elle s'intercale entre les stations Concorde et Palais-Royal - Musée du Louvre.

## Histoire
La station est ouverte le 19 juillet 1900 avec la mise en service du premier tronçon de la ligne 1 entre Porte de Vincennes et Porte Maillot, lequel marque officiellement la naissance du métro de Paris.
Elle doit sa dénomination à sa proximité avec le jardin des Tuileries, lui-même aménagé à l'emplacement d'anciennes tuileries qui lui ont donné son nom.
Entre mai 1963 et décembre 1964, les quais sont rallongés de 75 à 90 mètres, comme dans la majorité des stations de la ligne 1 en parallèle de sa conversion au roulement pneumatique, afin de permettre l'accueil de nouvelles rames MP 59 dotées de six voitures, contre cinq pour l'ancien matériel Sprague-Thomson. Cette opération vise à augmenter le débit de la ligne pour faire face aux importantes surcharges chroniques apparues après la Seconde Guerre mondiale. Compte tenu de la moindre fréquentation de la station, l'extension des quais est réalisée par l'édification d'une « crypte » à son extrémité occidentale en l'occurrence, dont le plafond repose sur des piliers très rapprochés.
En parallèle, les quais sont modernisés la mise en place d'un carrossage métallique sur les piédroits, doté de montants horizontaux verts ainsi que des cadres publicitaires dorés éclairés par le haut, tandis que les poutres métalliques supportant le plafond de la station sont également peintes en vert afin de s'harmoniser avec la couleur des lambris. Cet aménagement, alors largement utilisé sur le réseau en tant que moyen de rénover les stations rapidement et à moindre coût, est complété de sièges de style « Motte » blancs par la suite, lesquels rompent ainsi l'uniformité colorimétrique de la décoration.
À l'occasion du centenaire du métro de Paris et de la ligne 1, la station est rénovée avec la dépose du carrossage publicitaire sur les quais, remplacé par une décoration spécifique évoquant l'histoire culturelle du métro en relation avec celle du XXe siècle, grâce à de vastes panneaux thématiques illustrés d'images emblématiques par décennie. Inauguré en 2000, cet aménagement s'accompagne alors d'un nouvel éclairage coloré sur les voûtains du plafond, devenu blanc par la suite.
Dans le cadre de l'automatisation de la ligne 1, les quais de la station sont rehaussés le week-end du 18 et 19 octobre 2008 afin de recevoir des portes palières, installées en novembre 2010[réf. nécessaire].
En mai 2023, les panneaux thématiques sont renouvelés pour une durée de sept ans et constituent dorénavant une fresque représentant le monde végétal, réalisée par l'artiste français Cyprien Chabert, en référence au jardin des Tuileries en surface. De même, les plaques émaillées du nom de la station sont désormais sur fond vert et non plus bleu afin de s'harmoniser avec le nouveau thème.

### Fréquentation
Selon les estimations de la RATP, la station a vu entrer 2 614 837 voyageurs en 2019, ce qui la place à la 190e position des stations de métro pour sa fréquentation sur 302,. En 2020, avec la crise du Covid-19, son trafic annuel tombe à 1 239 066 voyageurs, la reléguant alors au 205e rang, avant de remonter progressivement en 2021 avec 1 859 552 entrants comptabilisés, ce qui la classe à la 194e position des stations du réseau pour sa fréquentation cette année-là.

## Services aux voyageurs

### Accès
La station dispose de deux bouches d'accès réunies sous l'intitulé « Rue de Rivoli », débouchant sur le trottoir impair de la rue précitée, au droit de l'entrée du jardin des Tuileries faisant face à la rue du Vingt-Neuf-Juillet. Ils font respectivement face aux nos 206 et 210 de la rue de Rivoli (du côté opposé de la chaussée) et sont ornés pour chacun d'un édicule Guimard, dessiné par l'architecte français Hector Guimard. Ces entourages font l'objet d'une inscription au titre des monuments historiques par l'arrêté du 29 mai 1978, protection renouvelée le 12 février 2016.

Accès à la station
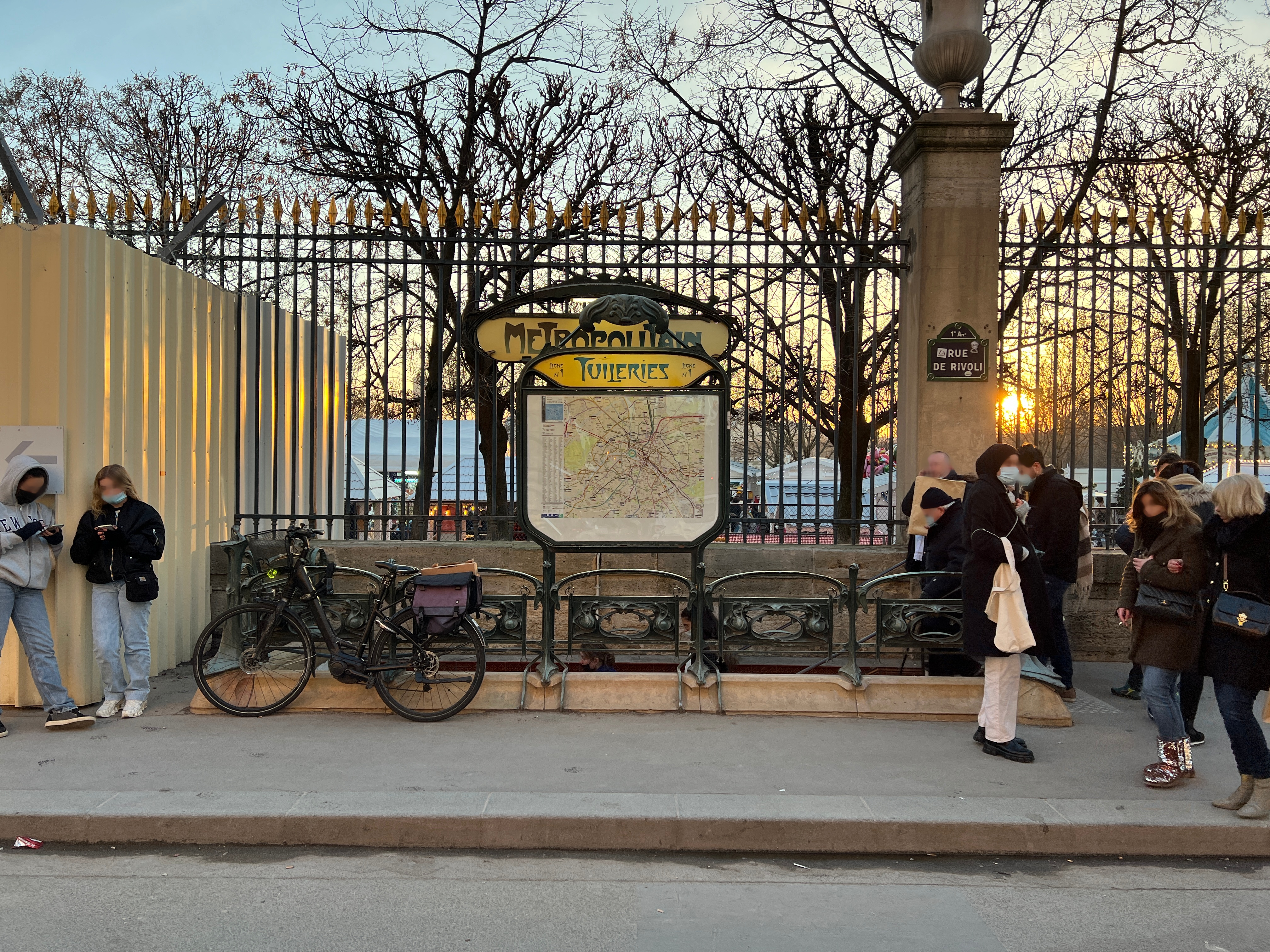
L'accès principal.
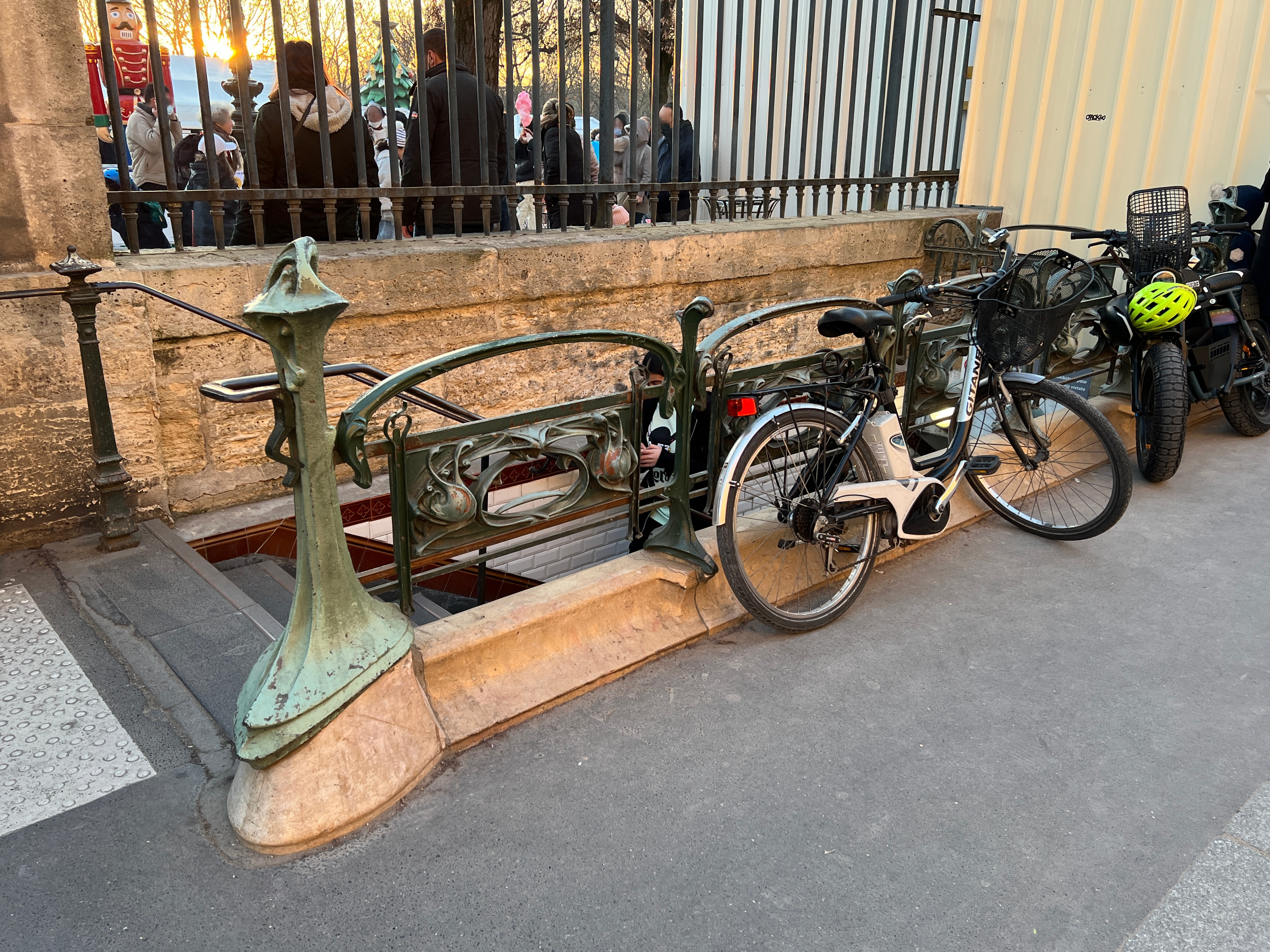
L'accès secondaire, permettant uniquement la sortie.

### Quais

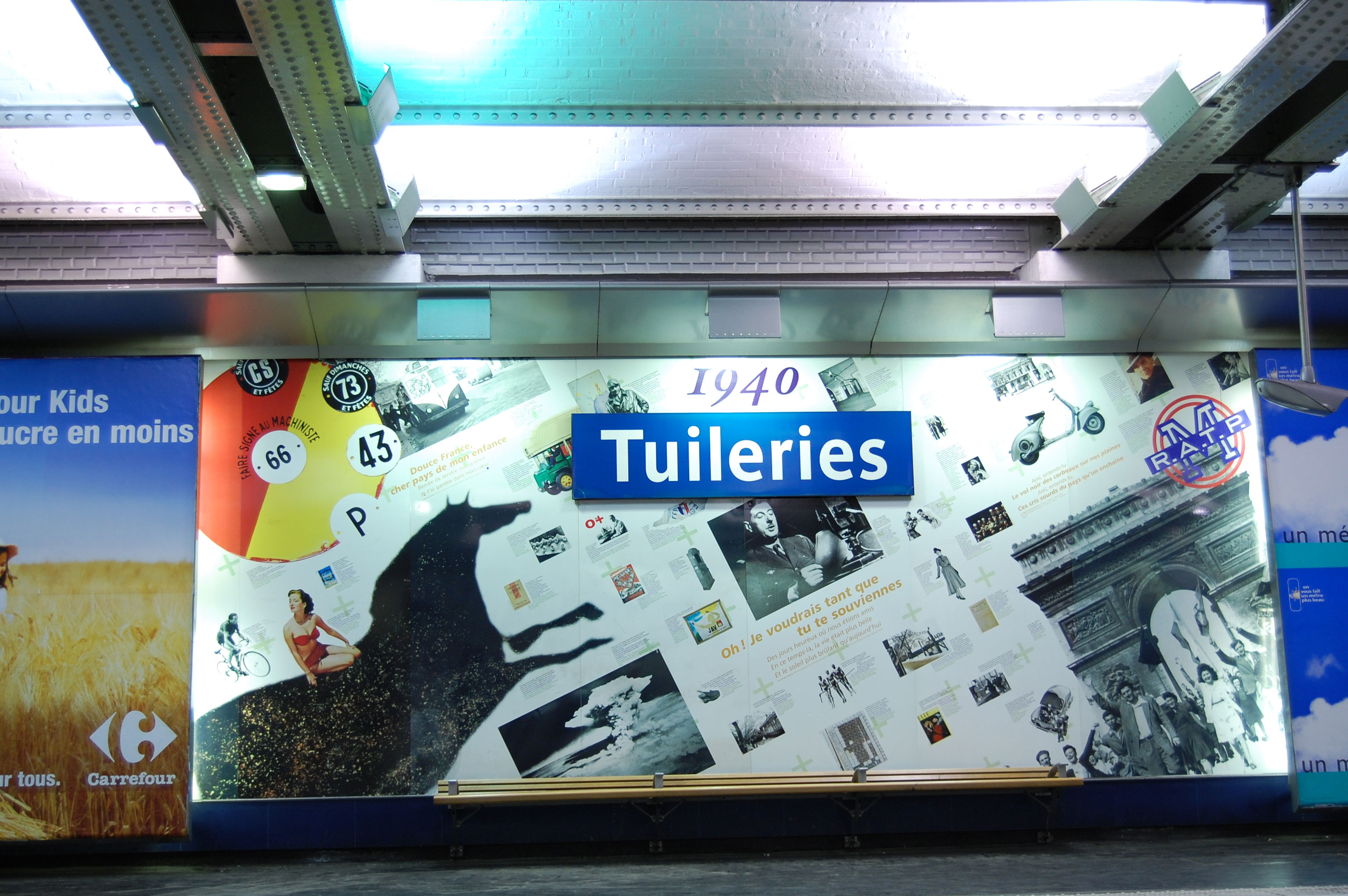
La décoration de la station, en 2007.

Tuileries est une station de configuration standard : elle possède deux quais, d'une longueur de 90 mètres, séparés par les voies du métro situées au centre. Établie à fleur de sol, le plafond est constitué d'un tablier métallique, dont les poutres, de couleur argentée, sont supportées par des piédroits verticaux. Une crypte de 15 mètres de longueur, dont le plafond repose sur des piliers très rapprochés, la prolonge à son extrémité occidentale depuis le passage de la ligne aux rames à six voitures dans les années 1960.

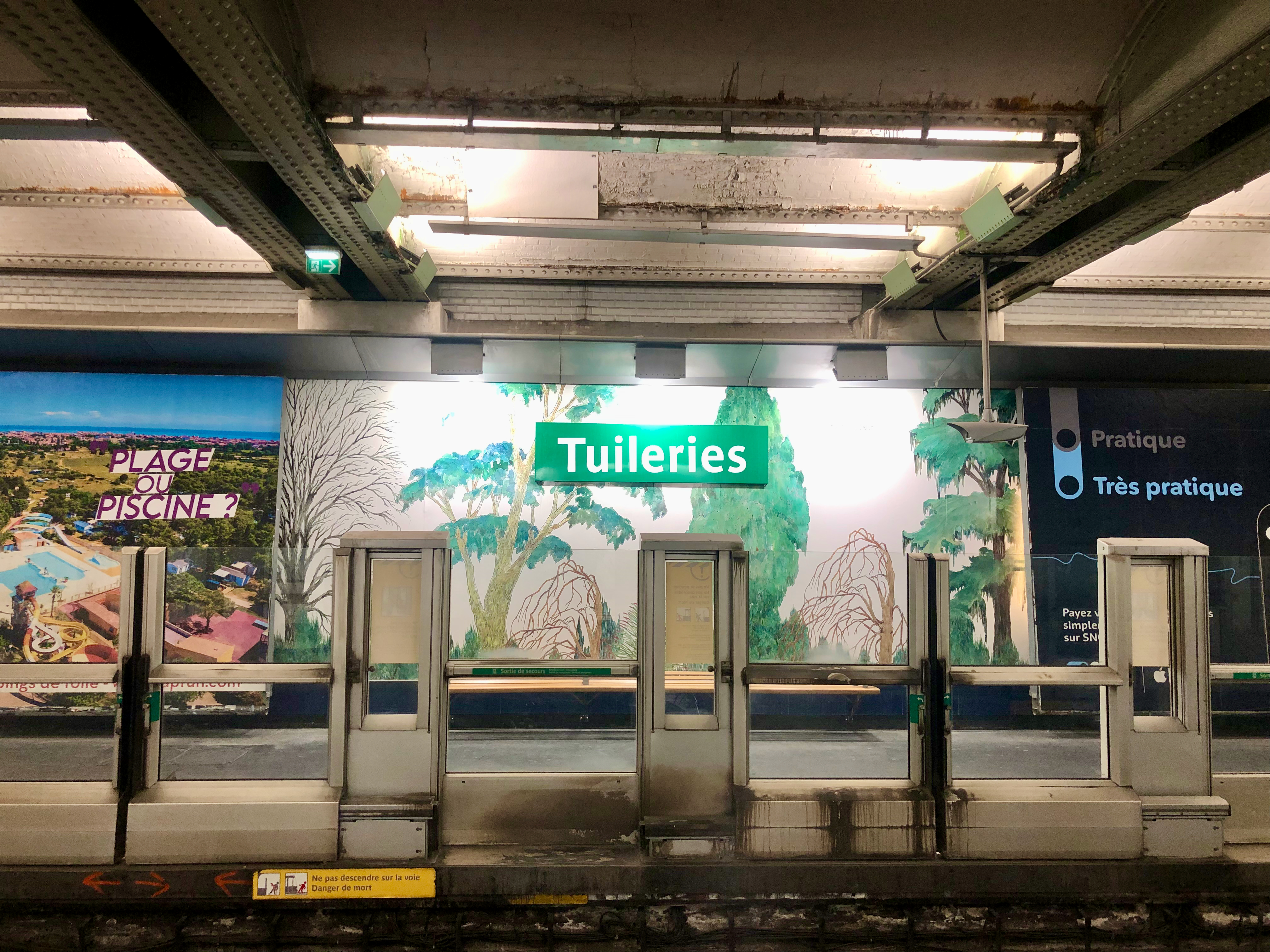
Quai de la station redécoré, en 2023.

La décoration des piédroits est « culturelle » en évoquant le jardin des Tuileries grâce à de vastes panneaux décorés sur le thème du végétal. Cette fresque, réalisée par l'artiste français Cyprien Chabert en 2023 et mise en place pour une durée de sept ans, est ornée de dessins d'arbres, de feuilles et de fleurs. L'éclairage est indirect, projeté sur les murs et les voutains du plafond au-dessus des quais. Les carreaux en céramique blancs biseautés recouvrent uniquement les murs sous la crypte et la partie supérieure du restant des piédroits. Les voûtains en briques, les tympans, et la voûte surbaissée sous la crypte sont peints en blanc, tandis que les colonnes supportant cette dernière sont recouvertes de petits carreaux de céramique blancs plats en grès étiré, posés verticalement. Les cadres publicitaires, inclinés vers le bas, sont métalliques et le nom de la station est inscrit en police de caractères Parisine sur des plaques émaillées, lesquelles ont la particularité d'être sur fond vert émeraude au lieu du bleu foncé habituel de la RATP afin de s'harmoniser avec le thème végétal. Les quais sont équipés de bancs en lattes de bois ainsi que de portes palières mi-hauteur.

### Intermodalité
La station est desservie par la ligne 72  du réseau de bus RATP, et, la nuit, par les lignes N11 et N24 du réseau Noctilien.

## À proximité
- Jardin des Tuileries
- Jardin du Carrousel
- Arc de triomphe du Carrousel
- Musée des Arts décoratifs
- Église Saint-Roch
- Place Vendôme, colonne Vendôme
- Hôtel de Bourvallais (siège du ministère de la Justice)

Galerie de photographies
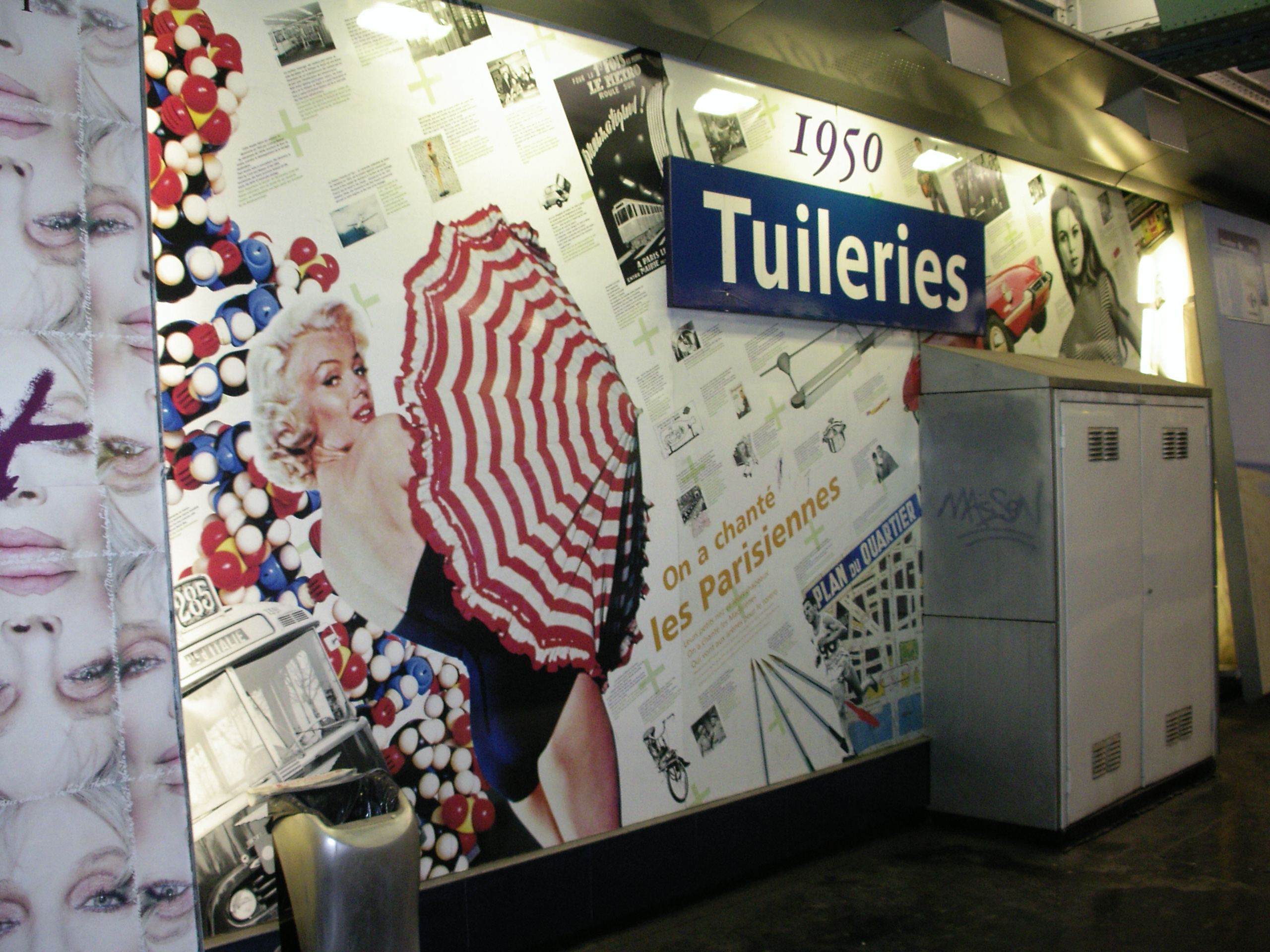
Décoration (partie 1950), en 2005.
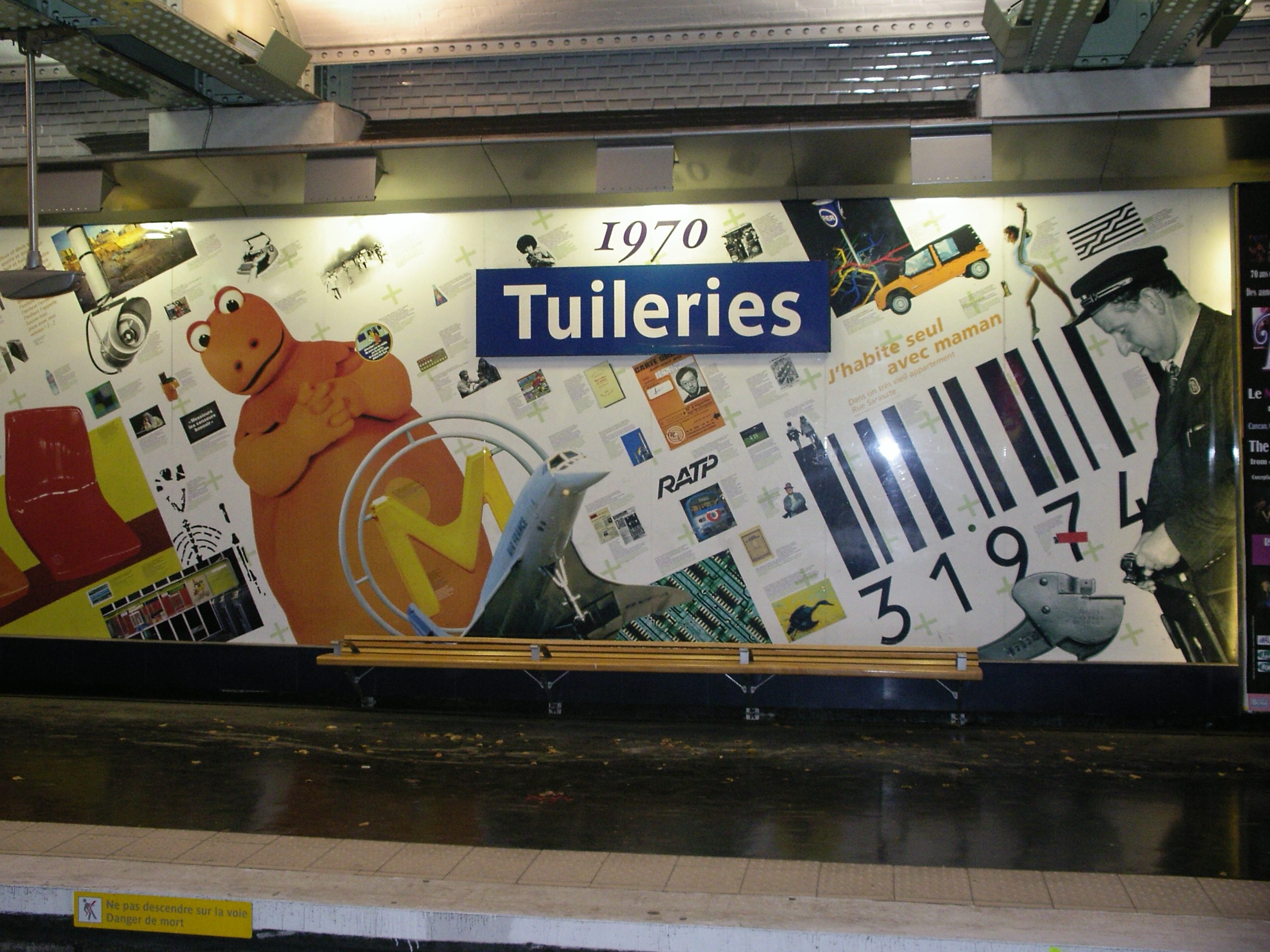
Décoration (partie 1970), en 2005.
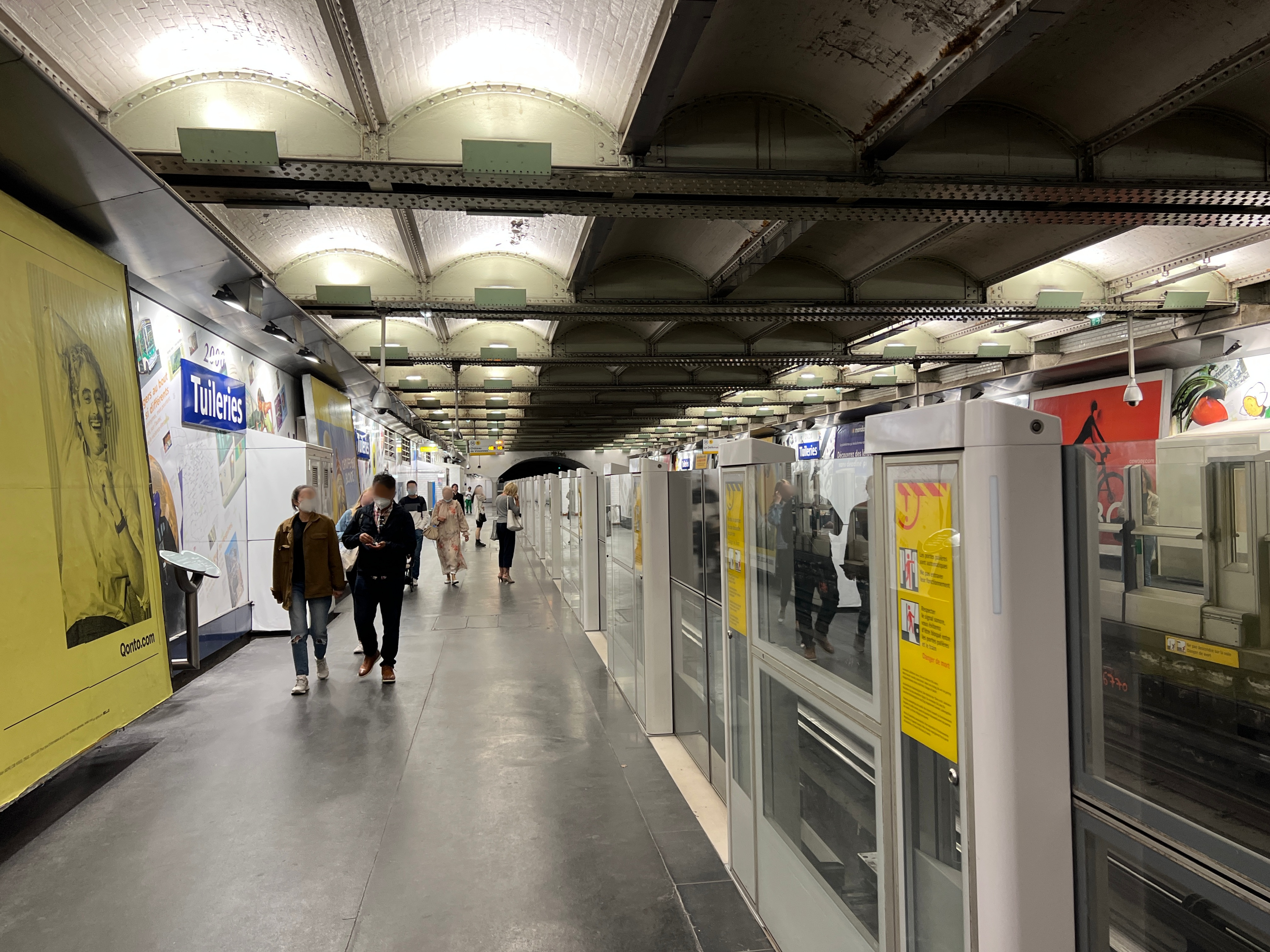
Quai « Château de Vincennes », en 2022.
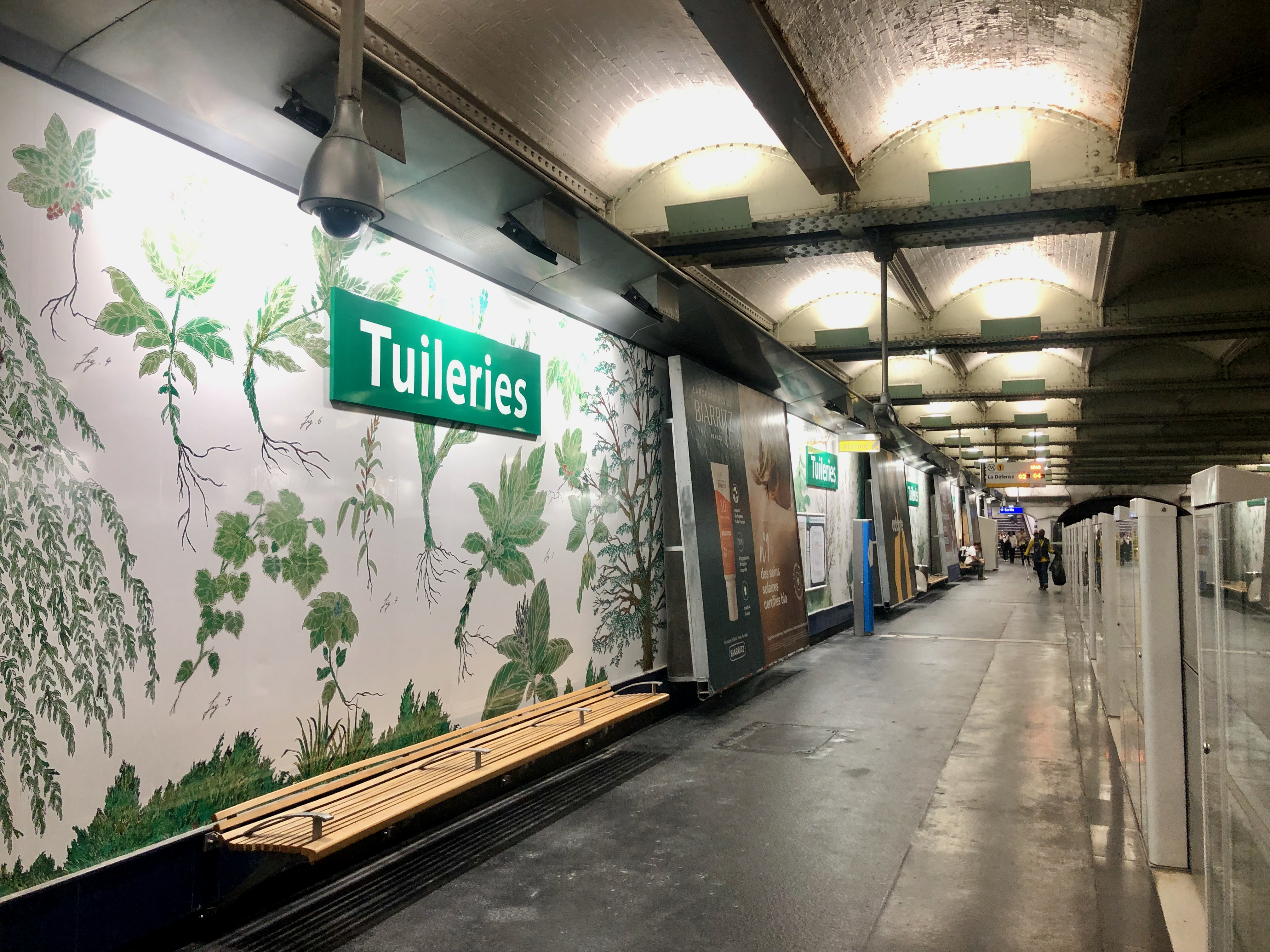
Quai « La Défense », en 2023.